# Baltzenheim
Baltzenheim (deutsch Balzenheim, mundartlich „Balze“) ist eine französische Gemeinde mit 563 Einwohnern (Stand 1. Januar 2022) im Département Haut-Rhin im Elsass in der Region Grand Est (bis 2015 Elsass). Sie gehört zum Arrondissement Colmar-Ribeauvillé und zum Gemeindeverband Communauté de communes Alsace Rhin Brisach. Die Bewohner werden Baltzenheimois und Baltzenheimoises genannt.

## Geographie
Die Gemeinde Baltzenheim liegt am Rhein, der hier die Grenze zwischen Frankreich und der Bundesrepublik Deutschland bildet. Im Nordosten der Gemeinde zweigt der parallel zum natürlichen Strom verlaufende Rheinseitenkanal ab. Die Gemeinde liegt circa 15,5 Kilometer östlich von Colmar, circa 42 Kilometer nördlich von Mülhausen und circa 23,5 Kilometer nordwestlich von Freiburg im Breisgau.
Umgeben wird Baltzenheim von drei Nachbargemeinden und einer Stadt:
|              | Artzenheim                                  |                                        |
| Durrenentzen | Kompassrose, die auf Nachbargemeinden zeigt | Vogtsburg im Kaiserstuhl (Deutschland) |
|              | Kunheim                                     |                                        |

## Geschichte
Im Jahr 786 wurde eine Siedlung auf dem Grund der Stadt das erste Mal erwähnt, 847 erhielt sie den Namen Baldofesheim.
Der Dreißigjährige Krieg vernichtete einen Großteil der Einwohner, so dass 1636 nur noch sechs Menschen im Ort wohnten.
Um 1720 wurde der Ort immer wieder Opfer des Rheins, der bis zu seiner Eindämmung im 19. Jahrhundert oft zu Hochwasser führte. Ein ehemaliger Rheinarm, der Rhin de Biesheim oder Le Giessen, verläuft unmittelbar östlich von Baltzenheim. Von 1871 bis zum Ende des Ersten Weltkrieges gehörte Balzenheim als Teil des Reichslandes Elsaß-Lothringen zum Deutschen Reich und war dem Kreis Colmar im Bezirk Oberelsaß zugeordnet.

### Bevölkerungsentwicklung
| Jahr                                           | 1910 | 1962 | 1968 | 1975 | 1982 | 1990 | 1999 | 2006 | 2018 |
| ---------------------------------------------- | ---- | ---- | ---- | ---- | ---- | ---- | ---- | ---- | ---- |
| Einwohner                                      | 268  | 201  | 204  | 245  | 318  | 458  | 495  | 574  | 570  |
| Quelle: Gemeindeverzeichnis, Cassini und INSEE |      |      |      |      |      |      |      |      |      |

## Sehenswürdigkeiten
- Katholische Kirche Saint-Michel aus der ersten Hälfte des 16. Jahrhunderts mit romanischem Turm, der zusammen mit Wandmalereien im östlichen und nordöstlichen Teil des Kirchenschiffs seit 1901 als Monument historique klassifiziert ist

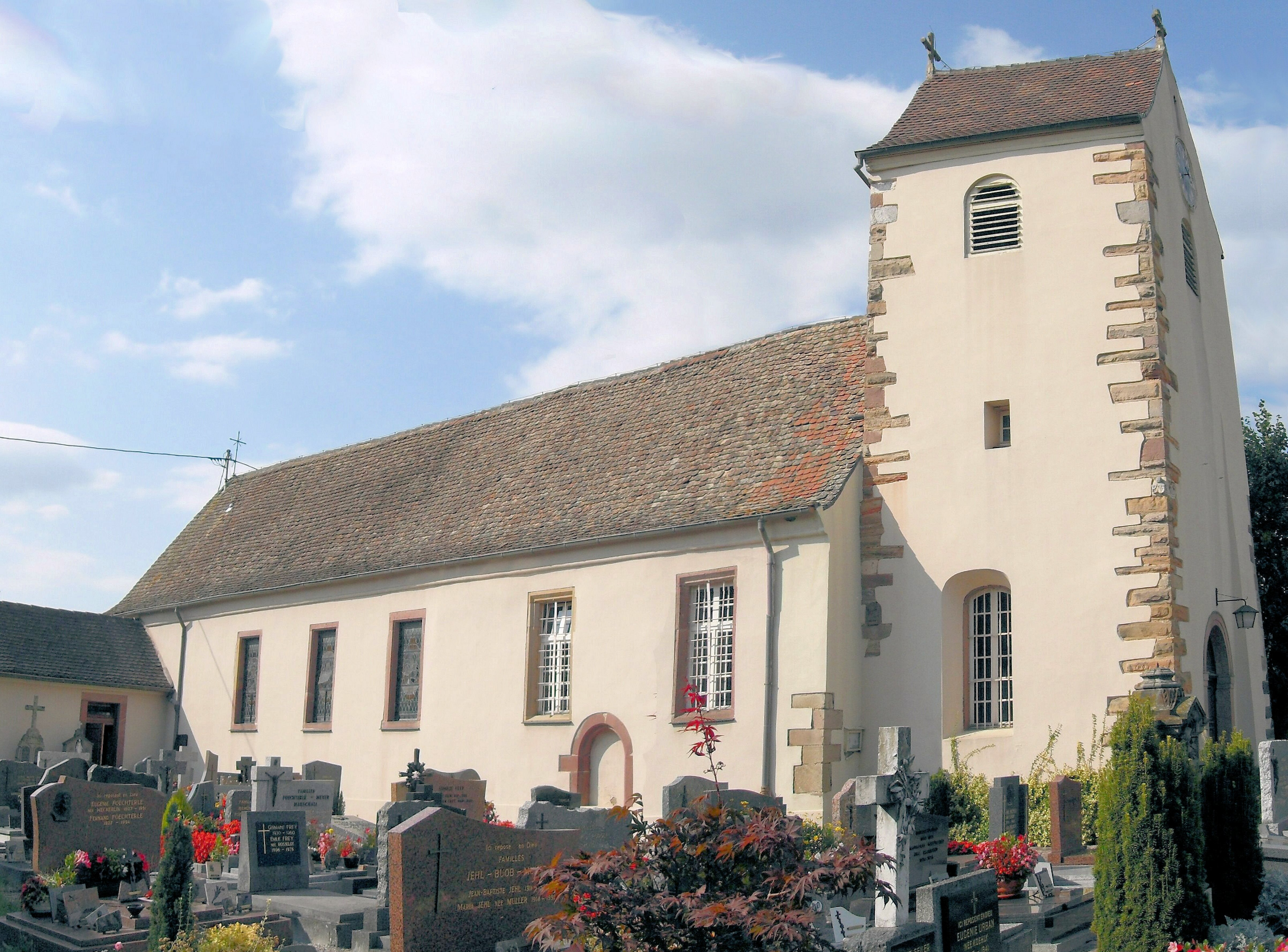
Kirche St. Michael
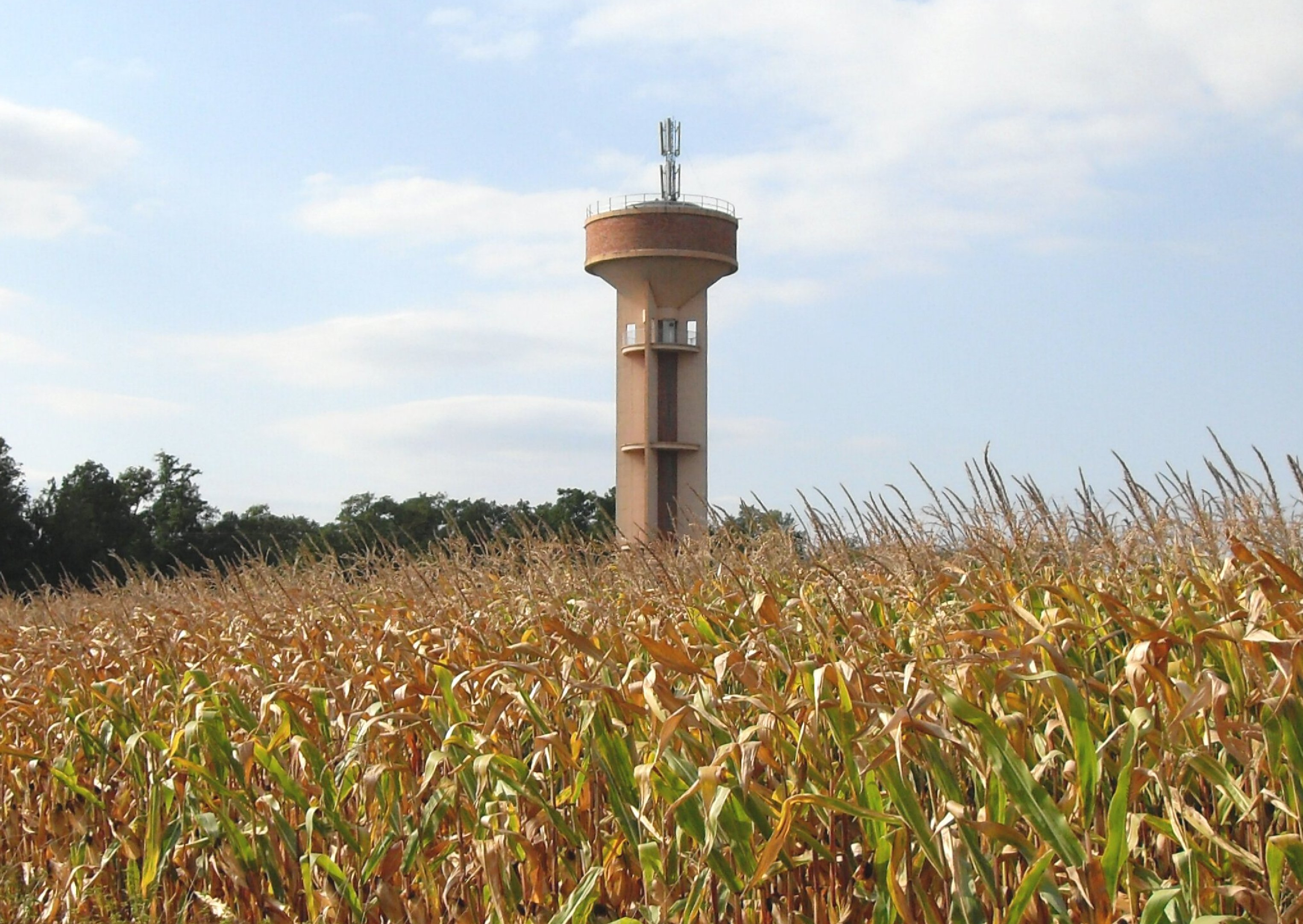
Wasserturm
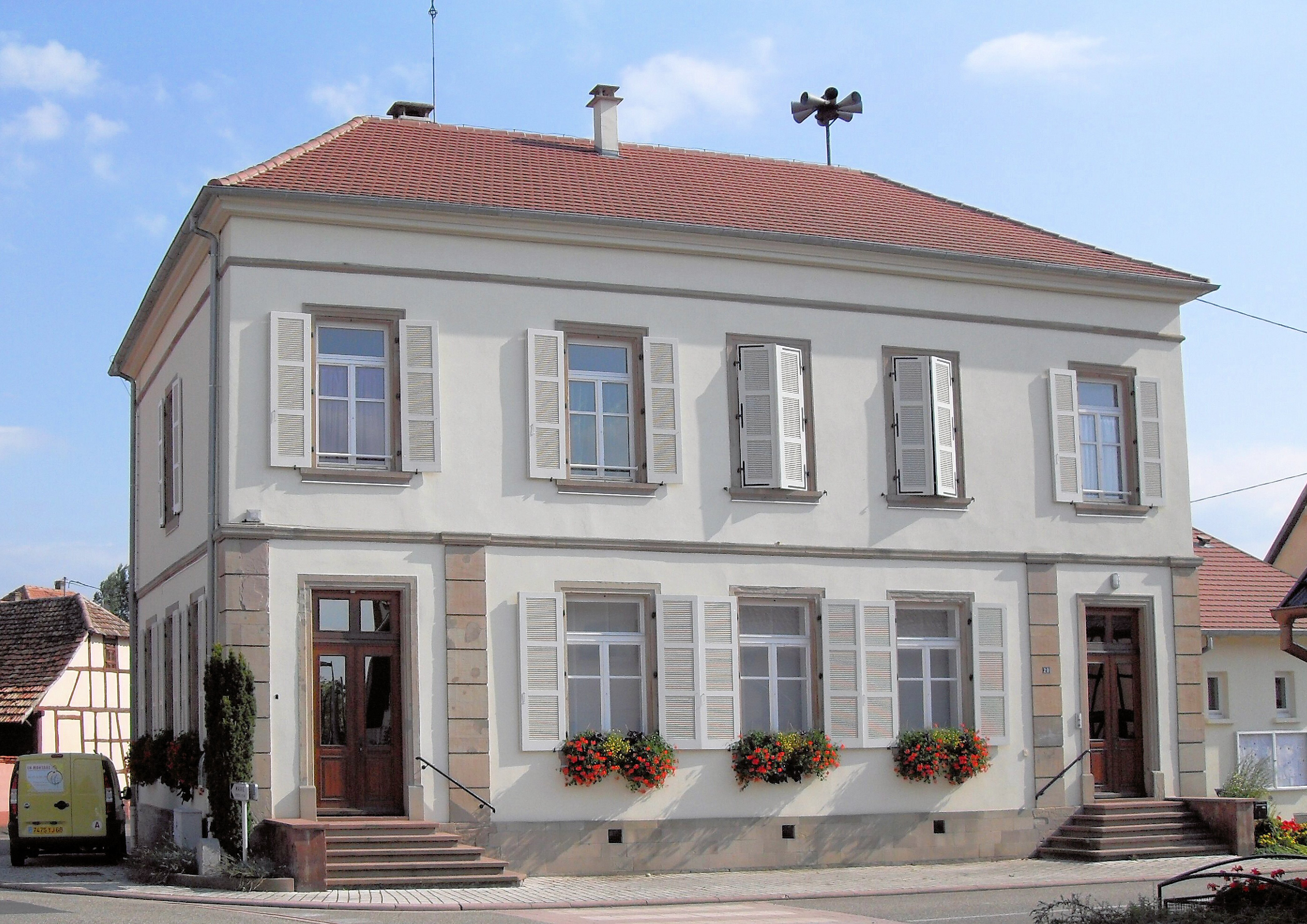
Mairie Baltzenheim